# Le Bascon
Jean de Soult ou de Sault dit Le Bascon (bâtard de Mareuil) était un capitaine de guerre qui servit Charles le Mauvais. 

## Biographie
Il servit Charles II de Navarre dont il était un des capitaines. Il fut l'un des auteurs de l'assassinat de Charles de La Cerda le 8 janvier 1354 à L'Aigle à l'auberge de la Truie-qui-file obéissant aux ordres de son maître Charles le Mauvais.

Le 16 mai 1364, il commande l'aile gauche des forces Anglo-Navarraises à la bataille de Cocherel lors de laquelle il trouve la mort. 